# Tilman Günther

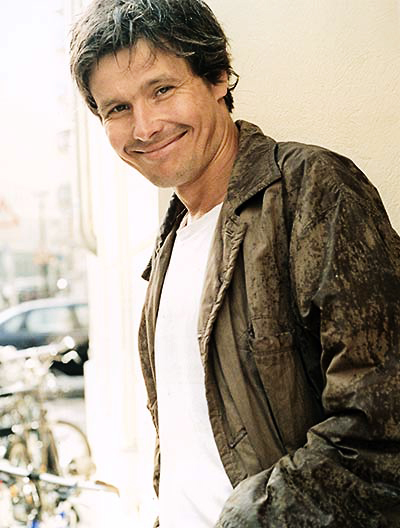
Porträt Tilman Günther

Tilman Günther (* März 1969 in Halle (Saale)) ist ein deutscher Schauspieler.

## Leben
Aufgewachsen in Halle studierte er von 1990 bis 1994 Schauspiel an der Theaterhochschule Hans Otto in Leipzig. Bereits während des Studiums wurde er als Schauspieler auf der Bühne und vor der Kamera engagiert. So spielte er neben Christiane Hörbiger und Francis Fulton-Smith in dem TV-Drama Ich begehre dich. In der Neuverfilmung des Radetzkymarsch von Joseph Roth verkörperte er 1995 die Hauptrolle des Carl Joseph von Trotta neben internationalen Stars wie Max von Sydow und Charlotte Rampling. Es folgten Engagements an Repertoire- und Privattheatern in Hamburg, Dresden, Berlin (Schlossparktheater) sowie in Film- und Fernsehproduktionen.
Für Radetzkymarsch erhielt Günther 1995 den Adolf-Grimme-Preis mit Gold (zusammen mit Axel Corti, Gernot Roll und Max von Sydow).
Tilman Günther ist Vater von zwei Kindern und lebt in Berlin.

## Filmografie (Auswahl)
- 1994: Radetzkymarsch
- 1995: Ich begehre dich
- 1997: Der Alte (Fernsehserie): Ein ehrenwerter Mann
- 1997/98: Vater wider Willen
- 1998: Tatort-Tanz auf dem Hochseil
- 2000: Abschied. Brechts letzter Sommer
- 2000: Beziehungsweise
- 2000: Klinikum Berlin-Mitte
- 2000: Zwei alte Gauner
- 2001: Das Duo
- 2001: Die Cleveren
- 2002: Das Duo – Tod am Strand
- 2002: Die Anstalt – Zurück ins Leben
- 2002: Nicht ohne meinen Anwalt
- 2011: Ich kann auch singen
- 2012: Alycios Liebe
- 2012: Schneeweißchen und Rosenrot
- 2013: Sex gehört zur sozialen Hygiene

## Hörspiele
- 1999: Isaak Babel: Die Reiterarmee (Saska) – Regie: Joachim Staritz (Hörspiel (3 Teile) – MDR/DLR)